# Coll de Chevrères
El coll de Chevrères (en francès Col des Chevrères) és un port de muntanya que corona a 916 msnm i que es troba al massís dels Vosges, al departament de l'Alt Saona, comunicant Servance amb Plancher-les-Mines, o, cosa que és el mateix, la vall de l'Ognon amb la vall del Rahin. El coll va ser superat durant la 10a etapa del Tour de França de 2014.

## Ciclisme

### Detalls de l'ascensió
Des de Servance, al nord-oest, l'ascensió té 10,3 quilòmetres de llargada, en què se superen 516 metres de desnivell a una mitjana del 5%. Hi ha importants trams sostinguts amb un desnivell de l'11%, tot i que hi ha algun petit tram, prop de Miellin de fins al 18%.
Des de Plancher-les-Mines, al sud, es puja per Belfahy en 12,8 quilòmetres, en què se superen 495 metres de desnivell a una mitjana del 3,9%.

### Tour de França
El 14 de juliol de 2014 el Tour de França va passar pel coll per primera vegada, en una etapa que procedent de Mulhouse es dirigia fins a La Planche des Belles Filles. El català Joaquim Rodríguez va ser el primer a passar pel cim.